# Plouégat-Moysan
Plouégat-Moysan é uma comuna francesa na região administrativa da Bretanha, no departamento Finisterra. Estende-se por uma área de 15,18 km². Em 2010 a comuna tinha 722 habitantes (densidade: 47,6 hab./km²).